# زلزال شمال مالوكو 2019
زلزال شمال مالوكو 2019 هو زلزالٌ وقعَ في هالماهيرا، مالوكو الشمالية في إندونيسيا بتاريخ 14 يوليو 2019.